# Project Sylpheed
Project Sylpheed (プロジェクト　シルフィード, Purojiekuto Shirufīdo), aussi connu sous le nom de Project Sylpheed: Arc of Deception en Amérique du Nord, est un jeu vidéo de combat spatial sorti en 2006 pour la console Xbox 360.

## Accueil
- Jeuxvideo.com : 13/20[1]